# Lando Vannata
Landon Anthony ”Lando” Vannata, född 14 mars 1992 i Neptune City, är en amerikansk MMA-utövare som sedan 2016 tävlar i organisationen Ultimate Fighting Championship.